# NGC 4330
NGC 4330 ist eine Spiralgalaxie mit ausgedehnten Sternentstehungsgebieten vom Hubble-Typ Sc im Sternbild Jungfrau auf der Ekliptik. Sie ist schätzungsweise 67 Millionen Lichtjahre von der Milchstraße entfernt und hat einen Durchmesser von etwa 90.000 Lichtjahren. Unter der Katalognummer VCC 630 ist sie als Mitglied des Virgo-Galaxienhaufens gelistet.
Im selben Himmelsareal befinden sich u. a. die Galaxien NGC 4299, NGC 4352, IC 3239, IC 3261.
Das Objekt wurde am 14. April 1852 von dem Astronomen Bindon Blood Stoney, einem Assistenten von William Parsons, mithilfe seines 72 Zoll-Spiegelteleskops Leviathan entdeckt.